# Gimnurs
Els gimnurs (Galericinae) són mamífers eulipotifles, una de les dues subfamílies de la família dels erinacèids. Tot i que són més propers als talps, semblen rates molt grans. Són animals principalment carnívors. Són nocturns o crepusculars; surten a buscar menjar durant el crepuscle o de nit, buscant al terra del bosc i utilitzant l'olfacte per trobar els animals dels quals s'alimenten. Els gimnurs mengen diversos artròpodes, ratolins, petits rèptils i amfibis i de tant en tant fruits i fongs.